# Henryk II (palatyn reński)
Henryk II (zm. 12 kwietnia 1095) – hrabia Laach, palatyn reński od 1085.

## Życiorys
Henryk był synem hrabiego Gleibergu Hermana, syna Fryderyka z Luksemburga, i krewnym hrabiów Luksemburga. Był jednym z bogatszych stronników króla Henryka IV Salickiego. W 1080 dowodził lewym skrzydłem wojsk królewskich w bitwie pod Hohenmölsen przeciwko antykrólowi Rudolfowi z Rheinfelden. W 1085, po śmierci Hermana II, otrzymał tytuł palatyna, a w 1093 pojawia się w źródłach jako palatyn reński (Pfalzgraf bei Rhein, jako pierwszy noszący ten tytuł). W 1095 w jednym z dokumentów opactwa Echternach występował jako pełnomocnik znajdującego się wówczas w Italii Henryka IV.
Jego posiadłości rozciągały się nad środkowym Renem i Mozelą. Jego siedzibą był zamek Laach, przy którym pod koniec życia założył opactwo Laach. 

## Rodzina
W 1089 Henryk poślubił Adelajdę, córkę margrabiego Miśni Ottona z Weimaru-Orlamünde. Adelajda była wdową po hrabim Ballenstedt Adalbercie oraz po poprzednim palatynie Hermanie II. Małżeństwo było bezdzietne. Henryk adoptował natomiast swojego pasierba, syna Adelajdy z jej pierwszego małżeństwa, Zygfryda, późniejszego palatyna reńskiego.